# Mamadou Baila Traoré
Mamadou Traoré Baila, né le 2 février 1987, est un footballeur international sénégalais qui évolue au poste de milieu de terrain.

## Biographie
Traoré a participé au Championnat d'Afrique des nations en 2009, où la sélection sénégalaise a pu atteindre les demi-finales de la compétition.

## Palmarès
- Championnat du Maroc
  - Champion en 2011
- Championnat des Émirats de deuxième division :
  - Champion : 2014